# Somatolophia vatia
Somatolophia vatia là một loài bướm đêm trong họ Geometridae.